# Zelão
Luiz Ricardo da Silva, meglio noto come Zelão (Pirajuí, 12 novembre 1984), è un ex calciatore brasiliano, di ruolo difensore.

## Carriera

### Club
Dopo aver trascorso le giovanili nel Bragantino, comincia la sua carriera nel Noroeste. Nel 2006 torna al club da cui proveniva, che poi lo cede al Corinthians. Nel 2008 si trasferisce in Russia, al Saturn.